# Złoty pociąg (film)
Złoty pociąg (rum. Trenul de aur) – film sensacyjny z 1986 roku w koprodukcji polsko-rumuńskiej.
Sensacyjno-przygodowy scenariusz i fabuła filmu jest fikcją, nie mniej jednak sam przewóz (jako czynność) polskiego złota z Banku Polskiego przez Rumunię, nawiązuje do prawdziwych wydarzeń z czasów II wojny światowej.

## Fabuła
Jest rok 1939, trwa kampania wrześniowa. Wojska niemieckie podchodzą pod Warszawę. Dowództwo w stolicy podejmuje decyzję, by przewieźć polskie rezerwy złota na Zachód, gdzie z jego pomocą będzie można uzbroić nową armię. Transport ma się odbyć samochodami ciężarowymi, które dojechać mają do sojuszniczej Rumunii. Stamtąd ładunek ma być przeładowany do pociągu. Operację usiłują uniemożliwić niemieccy dywersanci.

## Obsada
- Ryszard Kotys – Nowak
- Wacław Ulewicz – Bobruk
- Silviu Stănculescu – Grigore Gafencu
- Jerzy Molga – Kowalski
- Zbigniew Kłodawski – Janek
- Dan Condurache – Lăscărică
- Gheorghe Cozorici – Armand Călinescu
- Mitică Popescu – Munteanu
- Jolanta Grusznic – Halina
- Ewa Kuklińska – Renata
- Tomasz Zaliwski – Górski
- Kazimierz Meres – członek kierownictwa Banku Polskiego
- Włodzimierz Adamski – kapitan Lasota
- Arkadiusz Bazak – Rudolf Lang
- Wiesława Grochowska
- Tadeusz Kożusznik

## Zdjęcia
- Warszawa, Iłża, Janowiec Wielkopolski, Łukawica, Terka, Bukareszt, Sybin, Suczawa, Konstanca.